# 8 Pułk Lotnictwa Szturmowego
8 Pułk Lotnictwa Szturmowego (8 plsz) – oddział lotnictwa szturmowego ludowego Wojska Polskiego.

## Formowanie i zmiany organizacyjne
W październiku 1944 roku, na bazie radzieckiego 384 Zapasowego Pułku Lotniczego, sformowano lotnisku w Wołczańsku (ZSRR) 8 Pułk Lotnictwa Szturmowego.
Pułk wszedł w skład 2 Dywizji Lotnictwa Szturmowego.
Stan osobowy personelu latającego i technicznego liczył 201 żołnierzy, w tym 65 oficerów, 120 podoficerów i 16 szeregowców. Uzbrojenie jednostki stanowiło 28 samolotów bojowych Ił-2 i jeden samolot UIł-2.
W połowie lutego 1945 roku z Wołczańska do Polski wyruszył rzut naziemny pułku. 11 kwietnia 1945 roku na lotnisko Lublinek w Łodzi przeleciało 31 samolotów, w tym 29 bojowych Ił-2. Od 23 kwietnia zaczęto przenoszenie pułku na przyfrontowe lotnisko Barnówko.
Po zakończeniu wojny pułk powrócił na węzeł lotniskowy Łódź, gdzie w styczniu 1946 roku został rozformowany. Jego tradycje kontynuował od 1967 roku 8 Pułk Lotnictwa Myśliwsko-Szturmowego.

## Działania bojowe
Do działań w operacji berlińskiej pułk przystąpił 25 kwietnia. Wykonywał uderzenie na artylerię i pozycje obronne piechoty w rejonie Zehdenick. W dniu następnym załogi zwalczały kolumny wojska na drodze Zehdenick – Liebenwalde, niszcząc 12 samochodów i wywołując 4 pożary.
29 kwietnia samoloty pułku atakowały wojska niemieckie w rejonie Lentzke, Brunne i Betzin. Zniszczyły też 3 samoloty oraz urządzenia na lotniska Neuruppin. Ogółem w tym dniu zrzucono na wojska nieprzyjaciela około 6 ton bomb, wystrzelono ponad 100 pocisków rakietowych oraz około 15 tys. pocisków z działek i lotniczych karabinów maszynowych.
30 kwietnia jednostkę przebazowano na nowe lotnisko Steinbeck, a 1 maja zajęto kolejne lotnisko Vehlefanz, skąd załogi wystartowały do wykonania zadań bojowych w okolicach Fehrbellin i Lentzke.
Załogi pułku wykonały nad Brandenburgią 104 loty bojowe, niszcząc i obezwładniając oddziały grupy armijnej gen. F. Steinera. Zniszczono ponad 20 samochodów nieprzyjaciela, obezwładniono 4 baterie artylerii przeciwlotniczej i 2 baterie artylerii, wysadzono w powietrze 2 magazyny amunicji, spowodowano około 30 pożarów oraz zbombardowano kilka węzłów kolejowych. Straty pułku – jedna załoga (ppor. P. Franin i plut. Piotrowski).

## Obsada personalna pułku
- dowódcy pułku:

ppłk Ruksza
kpt. Borys Zimin
- zastępcą do spraw polityczno-wychowawczych – ppłk Paweł Butow
- szef sztabu był mjr J. Biełow
- nawigator pułku – por. Aleksander Nielubin
- dowódcy eskadr:

por. Jan Taran
por. Dymitr Gołowanienko
ppor. Jan Koriawych